# Graecopithecus
'Graecopithecus (Graecopithecus Gustav H. R. von Koenigswald, 1972) è un genere estinto di primati della famiglia degli ominidi, che si ritiene sia vissuto nel miocene intorno a 7.2 milioni di anni fa nei Balcani in Europa.
Il genere fu originariamente riconosciuto nel 1972 da Gustav Heinrich Ralph von Koenigswald, sulla base di un unico fossile, ritrovato nel 1944 vicino ad Atene.
Al genere appartiene la specie estinta Graecopithecus freybergi, identifica sulla base di un fossile di mandibola, scoperta nel 1944 a Pyrgos, Atene, in Grecia, e un dente scoperto a Azmaka in Bulgaria nel 2012 .

## Tassonomia
Anche se non c'è consenso tra gli studiosi, il genere viene classificato tra gli ominidi, una famiglia di primati risalente al Miocene inferiore cui appartengono gli esseri umani e gran parte delle  scimmie antropomorfe, oltre a diversi gruppi fossili, tra i quali gli australopitechi.
Si ritiene che rientri nel gruppo delle grandi scimmie che, come quelle appartenenti al genere Ouranopithecus, abbiano abitato l'Europa meridionale già a partire dal Miocene.